# Jars
Jars è un comune francese di 500 abitanti situato nel dipartimento del Cher, nella regione del Centro-Valle della Loira.

## Storia

### Simboli
Lo stemma comunale è stato adottato il 24 novembre 2014.
Le due cotisse ondate rappresentano i fiumi Sauldre e Nere; il maschio dell'oca (in francese jars) è un'arma parlante con riferimento al nome del comune; il pastorale ricorda sant'Aniano vescovo, patrono del paese.

## Società

### Evoluzione demografica
Abitanti censiti